# Itsy Bitsy Teenie Weenie Yellow Polka Dot Bikini
Itsy Bitsy Teenie Weenie Yellow Polka Dot Bikini, anche riportato con la grafia Itsy Bitsy Teenie Weenie Yellow Polkadot Bikini, è un brano musicale del 1960 composto da Paul Vance e Lee Pockriss per Brian Hyland e registrato presso la Kapp nel 1960. Il relativo singolo ebbe grande successo in vari paesi.
Della traccia sono state realizzate innumerevoli cover.

## Composizione e pubblicazione

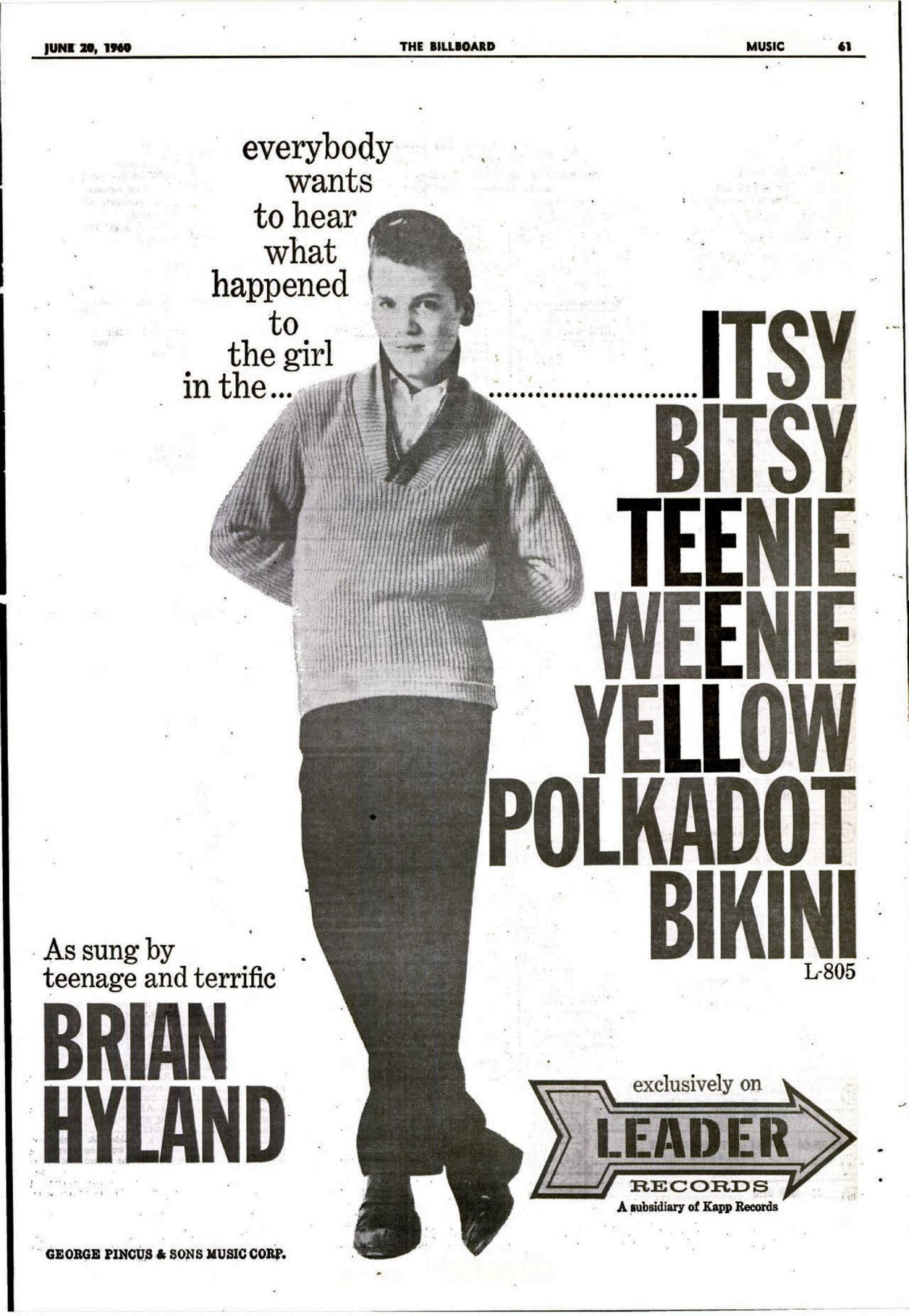
Immagine promozionale del singolo con Brian Hyland (1960)

Paul Vance scrisse il testo di Itsy Bitsy Teenie Weenie Yellow Polka Dot Bikini, mentre Lee Pockriss compose la musica. Vance trasse ispirazione da sua figlia che a due anni al mare indossò un nuovo bikini. Il brano fu interpretato dal sedicenne Brian Hyland e arrangiato con l'orchestra di John Dixon. Al brano prese parte anche Trudy Packer, che recitò la frase prima del ritornello two, three, four / Tell the people what she wore ("due, tre, quattro / Dì alle persone che cosa indossava"), e stick around, we'll tell you more ("resta qui, ti diremo di più"), prima della seconda strofa. Itsy Bitsy Teenie Weenie Yellow Polka Dot Bikini è una novelty narrante la storia di una ragazza timida che va in spiaggia indossando un bikini a pois. 
Il brano venne pubblicato nel 1960 dalla Kapp Records su singolo a 45 giri e sull'album The Bashful Blond.

## Accoglienza
Itsy Bitsy Teenie Weenie Yellow Polka Dot Bikini ebbe grande successo in tutto il mondo. Il brano vendette complessivamente venti milioni di copie, oltre dieci milioni delle quali nei soli Stati Uniti. La traccia si piazzò al primo posto di molte classifiche, come quelle statunitensi, neozelandesi e della Germania dell'Ovest. Nel Regno Unito raggiunse l'ottavo posto della locale UK Singles Chart.

## Formazione
- Brian Hyland – voce
- Trudy Packer – voce
- John Dixon – direttore d'orchestra

## Cover
- Johnny Hallyday reinterpretò Itsy Bitsy Teenie Weenie Yellow Polka Dot Bikini in lingua francese. Il suo singolo Itsy bitsy petit bikini (1960) svettò la Ultratop belga.[12]
- Dalida la incise nel 1960 in francese e anche in italiano col titolo Pezzettini di bikini e il testo di Giancarlo Testoni[13]; questa versione venne successivamente ripresa da Marino Marini[14]
- Nel 1960 Caterina Valente e suo fratello Silvio Francesco rivisitarono il brano in lingua tedesca. Il loro singolo Itsy Bitsy Teenie Weenie Honolulu-Strand-Bikini, accreditato ai Club Honolulu, riuscì a piazzarsi al primo posto della classifica dei singoli della Germania Occidentale.[15]
- I Bombalurina di Timmy Mallett riuscirono a raggiungere alti piazzamenti di classifica con la loro cover di Itsy Bitsy Teeny Weeny Yellow Polka Dot Bikini uscita nel 1990.
- Esiste una cover in francese della canzone di Gummibär del 2007. Nel canale di YouTube ufficiale del personaggio virtuale vi è anche una variante in lingua inglese.